# 구리시곤충생태관
구리시곤충생태관은 경기도 구리시 검배로 200 (구리하수처리장 내)에 있는 자연 박물관이다. 도시에서 자라고 살아가는 어린이와 청소년들에게 곤충을 관찰하며 체험할 기회를 제공하려는 목적에서 설립하였다. 자연과 더불어 어떻게 살아가고 왜 자연을 보존해야 하는지에 대해 나비와 곤충을 통해 체험하며 배우며, 이와 관련된 각종 체험 프로그램이 마련되어 있다.

## 연혁

#### 2001. 02. 10. 곤충생태 관찰동 운영
- 관찰동, 나비 사육동, 식초 재배동 990㎥
- 항 온실 1개 동 39.6㎥

#### 2004. 12. 18. 곤충생태관(나비관, 관리동) 개관
- 유리온실 생태관 315㎥
- 표본전시실, 관리동 270㎥

#### 2014. 04. 24.  곤충생태관(곤충관) 개관
- 비닐온실 생태관 497㎥
- 자연환경보전 · 이용시설 (국 · 도비 지원사업)

#### 2019. 06. 곤충생태 공원화 조성사업 추진
- 곤충생태공원 조성 (5,100㎡) (국비 지원사업)
- 관리동(사무실, 교육실, 표본실 등 보수 및 열린 도서관 운영)
- 유리온실 전면 보수 (안전강화)

#### 2020. 04. 곤충생태관 쿨링놀이터(쿨링포그) 조성사업
- 곤충생태공원 파고라 처마, 산책로에 쿨링포그 설치
- 곤충생태공원 내 그늘막 설치

#### 2022. 06. 곤충생태관 및 생태공원 여가녹지 조성사업 추진
- 생태공원 녹지공간 조성 및 조경 개선
- 나비온실 바닥 정비, 조경 개선

## 시설 현황

#### 전시 및 생태관 시설: 1,082㎡
- 유리온실 생태관 : 315㎡
- 비닐온실 생태관 : 495㎡
- 표본전시실, 교육실, 관리실 등 : 270㎡

#### 사육시설 및 식초식물 재배시설 등: 862.6㎡
- 먹이식물 식초재배시설 : 394㎡
- 먹이식물 화분재배시설 : 231㎡
- 나비산란실 : 198㎡
- 항온사육실 : 39.6㎡

## 관람 안내

#### 전시물
- 살아있는 나비 일평균 100마리 연중 전시
- 장수풍뎅이, 사슴벌레, 물방개 등 36여종의 살아있는 곤충
- 타란튤라, 민물고기 등 곤충 이외의 특별한 동물
- 나비표본 191종 952마리, 나방표본 53종 179마리, 기타곤충 86종 351마리
- 나비 먹이식물을 비롯한 다양한 조경식물

#### 관람시간
- 하절기 10:00 ~ 18:00까지 (입장 마감 17:00까지)
- 동절기 10:00 ~ 17:00까지 (입장 마감 16:30까지)

#### 휴관일
- 매주 월요일, 1월1일, 설날(당일), 추석(당일)
- 휴관일이 공휴일이면 다음날 (휴무)

#### 관람료 및 주차안내
- 곤충생태관 관람료: 무료
- 곤충생태관 입구 오른쪽 주차라인: 무료 주차

#### 관람방법
- 자율관람
- 단체관람 : 예약 후 관람

#### 예약 후 견학 가능한 주위 시설
- 하수처리장[1]
- 자원회수시설[2]
- 구리시안전체험관[3]